# Stefan Hemlin
Stefan Hemlin es un deportista sueco que compitió en vela en la clase Star.
Ganó una medalla de bronce en el Campeonato Mundial de Star de 1990 y tres medallas en el Campeonato Europeo de Star entre los años 1990 y 2013.

## Palmarés internacional
| \| Campeonato Mundial \| Campeonato Mundial \| Campeonato Mundial \| Campeonato Mundial \| \| Año \| Lugar \| Medalla \| Clase \| \| ------------------ \| -------------------------- \| ------------------ \| ------------------ \| \| 1990 \| Cleveland (Estados Unidos) \| Medalla de bronce \| Star \| \| Campeonato Europeo \| \| \| \| \| Año \| Lugar \| Medalla \| Clase \| \| 1990 \| Laredo (España) \| Medalla de plata \| Star \| \| 1991 \| Balatonfüred (Hungría) \| Medalla de bronce \| Star \| \| 2013 \| Båstad (Suecia) \| Medalla de plata \| Star \| |                            |                   |       |
| Campeonato Mundial |                            |                   |       |
| Año | Lugar                      | Medalla           | Clase |
| 1990 | Cleveland (Estados Unidos) | Medalla de bronce | Star  |
| Campeonato Europeo |                            |                   |       |
| Año | Lugar                      | Medalla           | Clase |
| 1990 | Laredo (España)            | Medalla de plata  | Star  |
| 1991 | Balatonfüred (Hungría)     | Medalla de bronce | Star  |
| 2013 | Båstad (Suecia)            | Medalla de plata  | Star  |